# Strongylopus fasciatus
Strongylopus fasciatus (tên tiếng Anh: Striped Stream Frog) là một loài ếch thuộc họ Ranidae.
Loài này có ở Lesotho, Mozambique, Nam Phi, Swaziland, Zambia, Zimbabwe, và có thể cả Botswana.
Môi trường sống tự nhiên của chúng là rừng ôn đới, vùng núi ẩm nhiệt đới hoặc cận nhiệt đới, xavan khô, xavan ẩm, vùng cây bụi ẩm khu vực nhiệt đới hoặc cận nhiệt đới, vùng đồng cỏ ôn đới, đồng cỏ nhiệt đới hoặc cận nhiệt đới vùng đất cao, sông ngòi, đất canh tác, vùng đồng cỏ, các đồn điền, các vùng đô thị, khu vực trữ nước, ao, và kênh đào và mương rãnh.